# 松浦市立埋蔵文化財センター
松浦市立埋蔵文化財センター（まつうらしりつまいぞうぶんかざいセンター）は、長崎県松浦市鷹島にある松浦市内全体の埋蔵文化財に関する業務を掌握し、埋蔵文化財及び歴史資料等を収集・展示する松浦市教育委員会の組織である。

## 概要
「松浦市立鷹島歴史民俗資料館」、「松浦市立鷹島埋蔵文化財センター」の統合・再編により、設置された。これまで資料の展示を行っていた鷹島歴史民俗資料館は、埋蔵文化財センターのガイダンス施設として引き続き展示を行っている。
1281年（弘安4年）7月30日の夜、弘安の役における総勢4400隻の船と140,000人ともいわれる元軍（モンゴル＋高麗＋南宋の連合軍）の大半が鷹島周辺の海底に沈んだという歴史の事実があり、鷹島周辺の海が昭和55年に水中考古学最大の宝庫として選ばれ、1981年7月から海底調査が行われ、沈没船などから数多くの元寇遺物が発見された。
ガイダンス施設では、海底から発見された貴重な遺物、その他考古学・民俗学の資料を収集・展示している。また、国史跡鷹島神崎遺跡及び鷹島海底遺跡の調査、研究、保存及び活用に取り組む松浦市立水中考古学研究センターが併設されている。

## 主な展示品

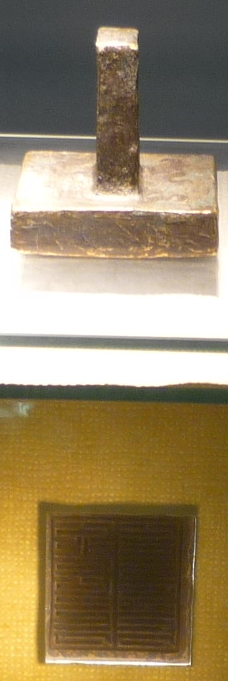
鷹島歴史民俗資料館 管軍総把印

- 元寇資料：青銅印（管軍総把印）、てつはう（陶製弾）、モンゴル剣、大型木製碇、つぼ、鉄製品
  - 管軍総把印：高さ6.2cm、印面幅6.5cm×6.6cm ちゅう14cm　3.2×3.2cm、重さ726gの青銅製の印鑑。鷹島南岸の神崎（こうざき）海岸で漁民の貝堀中に発見された。印面部分はやや反りをもち、元の官用書体であったパスパ文字（ハ思巴）の篆体（てんたい）、漢字の書体の一つ で篆書（てんしょ）で、管軍総把印（かんぐんそうはいん）と刻まれている。ちなみに至元14年は西暦1277年に あたり、元寇の時期と一致する。平成元年3月31日、県の指定有形文化財に指定された。
- 考古資料：土器、石器、その他
- 民俗資料：生活用具、農・漁業用具、その他

## 利用情報
- 開館時間 - 9時 - 17時
- 休館日 - 毎週月曜日（ただし、月曜日が休日にあたる場合は、翌日以降の休日でない日）および12月29日〜1月3日
- 所在地 - 859-4303 長崎県松浦市鷹島町神崎免146番地

## 交通アクセス
- 鷹島肥前大橋を渡り（道の駅鷹ら島）車で3分
- 松浦市営バス「病院前」バス停下車、徒歩1分

## 周辺情報
- 鷹島モンゴル村
- 元寇遺跡
- 白浜海水浴場
- 龍面庵
1281年弘安の役で鎮西奉行少弐経資の弟、少弐景資が本陣を構えたところと伝えられている。
- 対馬小太郎の墓
文永の役の際、対馬から元軍の襲来を大宰府へ報告するという使命を果たし、鷹島襲撃の知らせに少弐景資の配下として奮戦中、自刃した。「我が屍を埋めるに対馬を望むべき丘陵に於いてせよ」と言い残したので、鷹島から対馬を望む地に祭られている。
- 開田の七人塚（悲墳塚）
｢ニワトリがいるなら人も住んでいるはずだ｣と元軍は山の中を捜し一軒家を発見。8人家族のうち7人が殺され、灰だめに隠れていたお婆さん1人が助かった。以来、開田ではニワトリを飼わないと伝えられている。